# NGC 1233
NGC 1233 في الفهرس العام الجديد، هي مجرة، تقع في كوكبة حامل رأس الغول. اكتشفت في 10 ديسمبر 1871 بواسطة لويس سويفت.

## روابط خارجية
- NGC 1233 على موقع ويكي سكاي: DSS2, SDSS, GALEX, IRAS, Hydrogen α, X-Ray, Astrophoto, Sky Map, Articles and images